# Кубинско-мексиканские отношения
Кубинско-мексиканские отношения — двусторонние дипломатические отношения между Кубой и Мексикой.

## История
В 1511 году Испанская империя завоевала территорию Кубы, и с 1517 года с этого острова испанцами было осуществлено большинство экспедиций по разведке и покорению Мексики. Во времена существования Вице-королевства Новая Испания Куба была транзитным пунктом для сообщения между Испанской империи и её колониями в Мексике. Уроженец Кубы Франсиско Хавьер Мина прибыл в Мексику для участия в Войне за независимость Мексики на стороне повстанцев, а кубинский деятель Исидро Баррада Вальдес воевал за присоединение Мексики к Испанской империи. Хотя Мексика приняла кубинских беженцев, спасающихся от испанской власти на Кубе, она не оказала практической поддержки для освобождении острова от испанцев в XIX веке. Куба, в свою очередь, принимала беженцев из Мексики, которые спасались от внутренней политической ситуации в стране в XIX веке. В 1902 году Мексика признала независимость Кубы после окончания Испано-американской войны.
20 мая 1903 года Мексика и Куба установили дипломатические отношения. В 1955 году на Кубе была объявлена всеобщая амнистия и политзаключённый Фидель Кастро был освобождён из-под стражи и уехал в Мексику. В 1956 году Фидель Кастро вместе с единомышленниками отплыл с побережья Мексики на Кубу на яхте Гранма, а в 1959 году им удалось свергнуть президента Кубы Фульхенсио Батисту. Мексика была единственной страной в Северной Америке, которая не разорвала отношения с Кубой после прихода к власти Фиделя Кастро.
Обе страны развивали отношения по принципу взаимного невмешательства во внутренние дела друг друга. Таким образом, Мексика не поддерживала инициативы, направленные на изоляцию Кубы. В свою очередь, Куба не принимала действий против правительства Мексики. Однако им пришлось столкнуться из-за Холодной войны: в 1972 году странам пришлось разрешать ситуацию, возникшую после угона самолёта рейса 705 авиакомпании Mexicana. 
В 1977 году военнослужащие-спортсмены вооружённых сил Мексики приняли участие в проходившей на Кубе 4-й летней спартакиаде СКДА (в дальнейшем, сотрудничество Мексики с Кубой и другими социалистическими странами в области спорта было продолжено и получило развитие - в 1980 году представители Мексики стали участвовать в научных конференциях СКДА).
После окончания Холодной войны и распада Восточного блока Мексика увеличила свои инвестиции в экономику Кубы, подписав несколько экономических и торговых соглашений с этой страной.
В феврале 2002 года президент Мексики Висенте Фокс во время визита на Кубу встретился с группой кубинских диссидентов. Отношения между Мексикой и Кубой достигли критической точки, когда произошел конфликт между Висенте Фоксом и Фиделем Кастро из-за того, что президент Мексики попросил Фиделя Кастро покинуть конференцию по финансированию и развитию, чтобы избежать встречи с президентом США Джорджем Бушем. После этого Куба приостановила выплаты долга Мексики в размере 400 миллионов долларов США.
В мае 2004 года правительство Мексики объявило посла Кубы персоной нон-грата и отозвало своего посла из Гаваны. В 2006 году с приходом к власти в Мексике Фелипе Кальдерона и Рауля Кастро на Кубе отношения между странами стали постепенно нормализоваться, что ускорилось после победы на президентских выборах в Мексике Энрике Пенья Ньето.

## Торговля
Между странами подписано несколько торгово-экономических соглашений, в том числе о свободной торговле. В 2013 году Мексика списала 70 % долга Кубы в 340 миллионов долларов США. Куба является третьим по величине торговым партнёром Мексики в Карибском бассейне. Мексика, в свою очередь, является вторым торговым партнёром Кубы в Северной Америке и пятым в мире, на долю которого приходится 6,1 % импорта Кубы. В 2014 году объём товарооборота между странами составил сумму около 374 миллионов долларов США. Туристы из Мексики занимают восьмое место по числу посетивших Кубу: с января по июнь 2015 года в этой стране побывало 45 тысяч мексиканских туристов.

## Дипломатические представительства
- У Кубы есть посольство в Мехико, генеральные консульства в Мериде, Монтеррее, Веракрусе, а также консульский отдел в Канкуне[9].
- У Мексики имеется посольство в Гаване[10].